# Bundesstraße 96a
La Bundesstraße 96a è una strada federale della Germania.